# Важные истории
«Ва́жные исто́рии» — латвийское русскоязычное интернет-издание, специализирующееся на журналистских расследованиях.
Интернет-издание основано в 2020 году российскими журналистами Романом Аниным и Олесей Шмагун. Зарегистрировано в Латвии.

## История
До конца 2018 года Роман Анин 10 лет работал редактором отдела расследований «Новой газеты». В 2020 году он основал собственное медиа, основанное на расследованиях.
На начальном этапе издание работало совместно с «Новой газетой» и его материалы были посвящены нелегальным поставкам аппаратов искусственной вентиляции лёгких (АИВЛ) и экспресс-тестов в российские больницы; вопросу государственной монополии на производство одноразовых масок во время пандемии коронавируса весной 2020 года. Позже журналисты опубликовали авторские расследования о реформе обращения с отходами производства и потребления в России, о дочери Владимира Путина Катерине Тихоновой и бывшем зяте Кирилле Шамалове, материал с названием «Кто устроил охоту на Навального», катастрофах с разливом нефти в России и других темах. В 2021 году в деятельности Международного консорциума журналистов-расследователей по расследованию «Архива Пандоры» от России принимали участие журналисты «Важных историй».
20 августа 2021 года Минюст России внёс в реестр СМИ — «иностранных агентов» юридическое лицо Istories fonds, зарегистрированное в Латвии, издающее «Важные истории», а также главного редактора «Важных историй» Романа Анина и журналистов издания Романа Шлейнова, Алесю Мароховскую, Ирину Долинину, Дмитрия Великовского и Олесю Шмагун. Поводом для включения стало сотрудничество с другими журналистскими изданиями, ранее признанными иноагентами.
5 марта 2022 года учредителя издания — IStories fonds — Минюст России включил в реестр нежелательных организаций. Основанием для этого стало решение Генпрокуратуры от 22 февраля того же года. 11 марта Роскомнадзор заблокировал сайт издания за «размещение недостоверной общественно значимой информации» о вторжении России на территорию Украины.

## Характер издания
«Важные истории» публикуют свои расследования в виде документальных фильмов и коротких роликов на канале в Youtube, а также в виде репортажей, интервью, «карточек» и текстовых расследований на сайте. Также сайт «Важных историй» позиционируется авторами как площадка для мастер-классов по технологии расследовательской журналистики. Также издание публикует материалы в Telegram, ВКонтакте, Instagram, GitHub, Twitter и Facebook.

## Деятельность
«Важные истории» зарегистрированы как некоммерческая организация и не имеют владельца. По заявлению редакторов, средства на расследования издание получает через краудфандинг и систему пожертвований. Создатели сообщают, что издание делает упор на доказуемости и предоставлении первичных источников, по которым читатель может проверить достоверность материала, а также кооперации с другими независимыми изданиями. Некоторые расследования основаны на получении закрытых данных, передающихся анонимными источниками.
Издание Znak отмечает, что «Важные истории» испытывают давление российских властей из-за своей деятельности. В частности, после публикации материала о семье Владимира Путина аккаунты соцсетей журналистов издания были подвергнуты атаке. В целях безопасности головной офис издания находится в Риге, хотя все журналисты работают из России — из Москвы, Магадана, Ярославля и других городов. В апреле 2021 года в доме главреда и в офисе издания проходили обыски, инициированные ФСБ, без уведомления об этом редакторов.

## Награды
По состоянию на декабрь 2021 года журналисты издания восемь раз становилось обладателем журналистской премии «Редколлегия».
В 2022 году отдел дата-исследований издания был награждён The Sigma Award, премией в области журналистики данных, существующей при поддержке Google News Lab.
В 2023 году издание получило премию Free Media Awards.